# Парнок Софія Яківна
Парнок Софія Яківна (30 липня (11 серпня) 1885, Таганрог – 26 серпня 1933, Каринське, Московська область) – російська поетеса, перекладачка, критикиня та лібретистка Срібної Доби, відома також як «російська Сафо».

## Життєпис
Софія Парнок (справжнє прізвище Парнох) народилася у місті Таганрог в заможній єврейській обрусілій родині. Батько – Яків Соломонович Парнох, власник аптеки, почесний громадянин Таганрога, мати – Олександра Абрамівна Парнох, лікарка. Брат – поет, музикант, перекладач Валентин Парнах, сестра – поетеса Єлизавета Тараховська.
Рання смерть матері при народженні близнюків Валентина та Єлизавети, а також другий шлюб батька, що одружився з їх гувернанткою, дуже вплинула на Софію, зробила життя в батьківському домі назавжди нестерпним, а стосунки з батьком відчуженими та напруженими.
Після закінчення із золотою медаллю Таганрозької Маріїнської гімназії (1894—1903) Парнок рік жила у Швейцарії, де навчалася у Женевській консерваторії, після повернення у Росію займалася на Бестужевських курсах, жила з подругою Надією Поляковою до 1907 року.
У вересні 1907 року одружується за юдейським обрядом з В. М. Волькенштейном, але у 1909 році розриває шлюб. Після цього звертає свої почуття виключно на жінок, лесбійська тематика вельми характерна для її лірики. У 1909 році переїжджає до Москви, пізніше приймає православ’я.
У 1914 році подорожує до Англії, Німеччини та Італії з Іраїдою Альбрехт. 

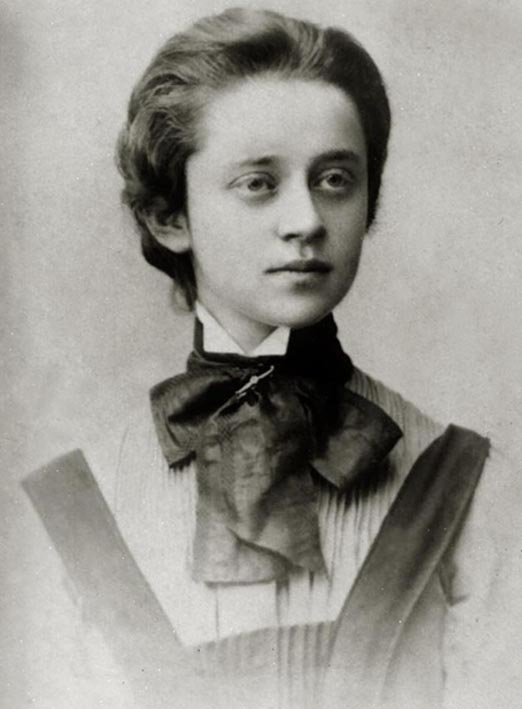
Софія Парнок в юності

У жовтні 1914 року відбувається знакова подія у житті Парнок — знайомство з видатною російською поетесою Мариною Цвєтаєвою. Їх бурхливий роман, що продовжувався аж до лютого 1916-го року, значно вплинув на становлення обох жінок як поетес і дав неабиякий творчий поштовх. Цвєтаєва присвятила Парнок збірку віршів «Подруга» («Под лаской плюшевого пледа», «Хочу у зеркала, где муть…»). У першу збірку Парнок «Вірші», що вийшла у 1916 році і зустріла позитивні відгуки критики, увійшло декілька віршів, присвячених Марині.
У 1917 році з Людмилою Ерарською виїхала до м. Судак (Крим). Там пережила Жовтневу революцію, війну в Криму, напівголодне існування. У 20-ті роки, коли її, разом з А. Герцик, заарештували, Софія захворіла на сухоти.
У 1925 через смерть близької подруги, Аделаїди Герцик, здоров’я Софії погіршується, важким також залишається фінансовий стан. У той же час, Парнок щаслива у відносинах з Ольгою Миколаївною Цубербілер, якій присвячує збірку «Упівголоса» (1928 рік).
У 1931-му році знайомиться зі своєю «Сивою музою», вченою-фізиком Ніною Вєдєнєєвою, присвячує їй цикли «Велика Ведмедиця» та «Непотрібне добро» (1932)
Починаючи від зими 1932-го року тяжко хворіє, прикута до ліжка. 25 серпня 1933 року у 48-літньої Софії Парнок в селі Керенське під Москвою стається гострий інфаркт, наступного дня вона помирає. Похована 29 серпня 1933 року на Введенському (Німецькому) кладовищі у Москві, Лефортово. 
Родина Софії Парнок:
- Парнох, Валентин Якович — брат, російський поет, перекладач, музикант, танцюрист, хореограф, зачинатель російського джазу.
- Тараховська, Єлизавета Яківна — сестра, російська поетеса, перекладачка.
- Парнох, Олександр Валентинович — племінник, письменник.
- Максим Олександрович Парнок — внучатий племінник, художник, педагог.

## Творчість
У 1906 році починає друкувати вірші, схвально сприймані критикою. Пізніше знайомиться зі світилами російської інтелігенції, як-от: Софія Чацкіна та Яків Сакер, О. Блок, М. Кузмін, В. Іванов, Ф. Сологуб, М. Волошин, Анна Ахматова. 
З 1913 року співпрацювала з журналом Північні нотатки, де, крім віршів, публікувала переклади з французької та критичні статті під псевдонімом Андрій Полянін. Літературну критику Парнок високо цінувало сучасне їй мистецьке коло; її статті відрізнялися рівним, доброзичливим тоном, виваженою оцінкою переваг і своєрідності конкретної поезії та особистості, що стоїть за нею. Парнок належать стислі і чіткі характеристики творчості Мандельштама, Ахматової, Ходасевича, Ігоря Сєвєряніна та інших провідних поетів і поетес 1910-х рр.; Визнаючи талант ряду акмеїстів, вона, однак, відкидала акмеїзм як школу. Парнок належить (не характерний для неї за тоном, але показовий для її уявлень про мистецтво) один з найяскравіших виступів проти Валерія Брюсова, «що грає роль великого поета» (1917). 
У Судаку після 1917 року знайомиться з композитором А. Спендіаровим і за його проханням розпочинає роботу над лібрето опери «Алмаст», у той же час продовжуючи публікувати власні вірші.
У 1922 році, повернувшись до Москви, займалася літературною і перекладацької роботою. Була однією з засновників об'єднання «Ліричне коло» і кооперативного видавництва «Вузол». 
Протягом 1929—1930-рр. триває утвердження опери «Алмаст», у Великому театрі. 24 червня відбулася її тріумфальна прем’єра, яка засвідчила талант Софії.
Парнок не примикала до жодного з провідних літературних угруповань. Вона критично ставилася як до новітніх течій в сучасній їй літературі, так і до традиційної школи. Її поезію відрізняє майстерне володіння словом, широка ерудиція, музичний слух. У її останні збірки проникають розмовні інтонації, відчуття «повсякденності» трагедії; багато віршів присвячені дослідниці теоретичної фізики Ніні Вєдєнєєвій — «Сивій музі».

## Публікації
- «Вірші». - Пг.: Тип. Р. Голік і А. Вільборг, 1916. - 80 с.
- «Троянди Пиєрії». - М.-Пг.: Творчість, 1922. - 32 с.
- «Лоза»: Вірші 1922 / Обл. В. Фаворського. - М.: Шиповник, 1923. - 45 с.
- «Музика». - М.: «Вузол», 1926. - 32 с.
- «Упівголоса», вірші 1926-1927, - М.: Вузол, 1928. - 63 с.
- «Збірка віршів» / Підгот. текстів, вступ. ст. и комент. С. В. Полякової. - Ann Arbor: Ардіс, 1979.
- «Парнок Софія. Збірка творів.» / Вст. стаття, підготовка тексту і примітка С. Полякової. - СПб: Інапрес, 1998. - 544 с. - ISBN 5-87135-045-3.
- «Софія Парнок. Вірші» / / Строфи століття. Антологія російської поезії. / Під. ред. Є. Євтушенко. - М.: Поліфакт, 1999. - ISBN 5-89356-006-X.
- «Софія Парнок. Вірші» / / Від символістів до оберіутів. Поезія російського модернізму. Антологія. У 2 кн. Кн 1. - М.: Елліс Лак, 2001. - 704 с. - ISBN 5-88889-047-2.

## Пам'ять
На похороні Софії Парнок були Борис Пастернак, Густав Шпет, Ольга Цубербілер, Людмила Ерарська, Ніна Вєдєнєєва, Владислав Ходасевич, Володимир Волькенштейн та ін. У некролозі В. Ходасевич написав: «Нею було видано багато книг, невідомих широкій публіці - тим гірше для публіки».
У 2002 році в рамках проекту «АЗІЯ +» співачка, поетеса і композиторка Олена Фролова випустила CD пісень на вірші Парнок «Вітер з Віоголоси».